# 塔沃加岛
塔沃加岛（西班牙語：Isla Taboga），又称圣佩德罗岛，位于巴拿马湾附近，这个岛是一个火山岛。塔沃加岛由巴拿马巴拿马省所辖，距巴拿马城约20公里，现在这里主要从事旅游业。

## 历史
塔沃加岛最初由西班牙的一位探险家瓦斯科·努涅斯·德·奥巴尔博亚发现，并命名为圣佩德罗岛，它目前的名称来自印第安语中的aboga。塔沃加岛上的第一批移民是来自委内瑞拉和尼加拉瓜的印第安奴隶。岛上的小城塔沃加由巴拿马大教堂的院长赫尔南·德·卢克在1524年建立。这里还是圣佩德罗教堂的所在地，此教堂是在西半球第二个建立的教堂。在第二次世界大战中，塔沃加岛上驻扎着一个美军基地。
17世纪时，塔沃加岛经常遭到海盗的袭击。来自威尔士的海盗是目前确定的。1998年，人们在岛上发现了超过1000枚银币的秘藏，据考察，秘藏可追溯到17世纪。根据估计，这可能是海盗当时所埋葬的，这从一定角度上来说也增加了一些游客前来度假的兴趣。

## 气候

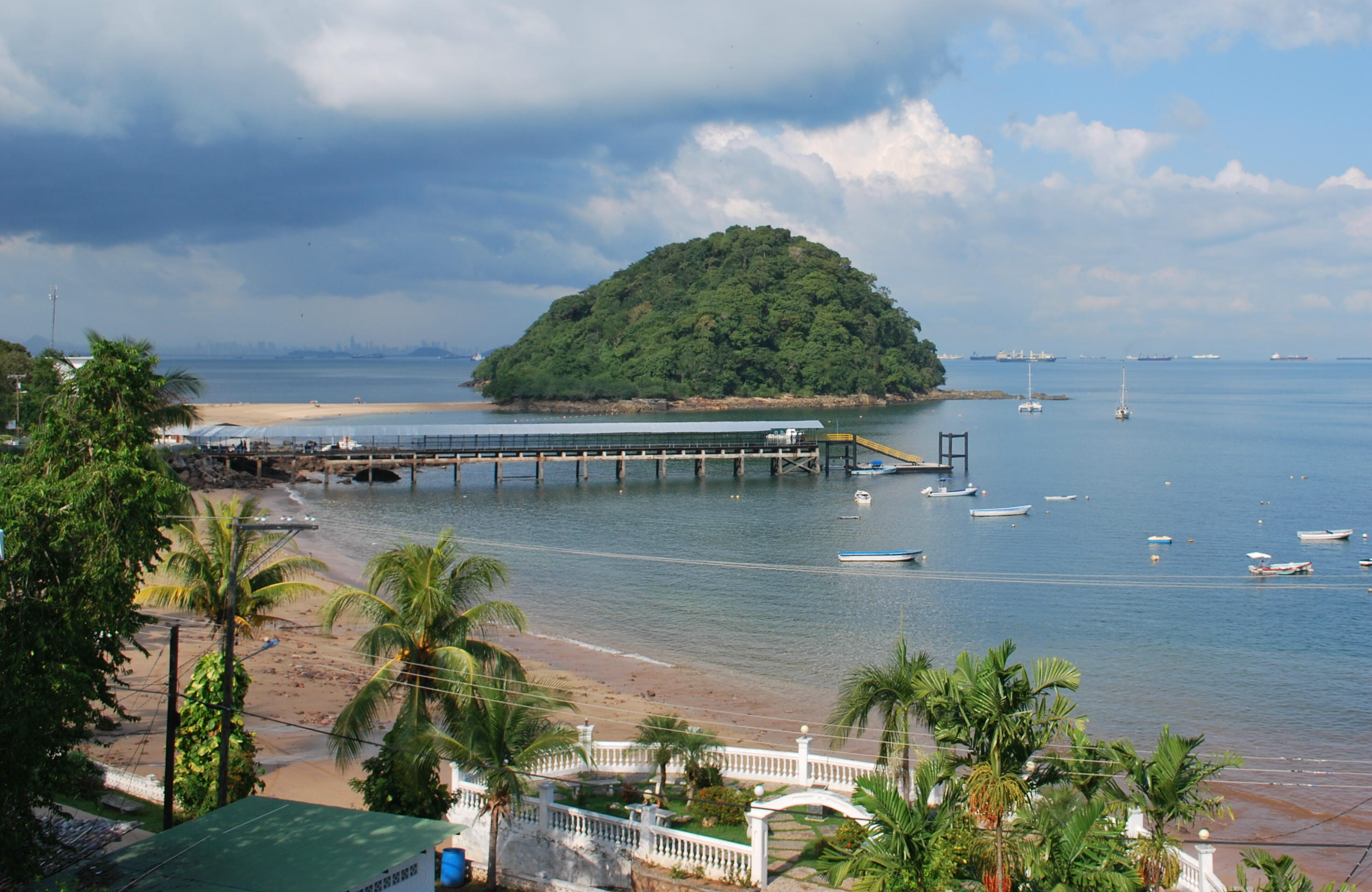
塔沃加岛

塔沃加岛属于热带雨林气候，气温受到海洋因素的影响，全年白天平均气温在83°F左右，夜间平均气温约75°F。每年的5月至11月是当地的雨季。

## 经济
除了从事捕鱼等传统经济形式外，该岛的主要收入来自旅游业。 塔沃加岛以它美丽的风景和邻近巴拿马城的位置优势，如今已成为一个热门的旅游景点。从阿马多尔铜锣湾的码头轮渡，约45分钟可到达该岛。
岛屿上建筑风格仍保留原貌，但建筑内可能是咖啡馆、酒吧、餐馆、旅馆等。这里也有一些已建成的私人住宅公寓。游览海滩和海滩度假村等设施需要购买门票，这包括午餐和浴室、更衣室的使用等项目。

## 生物
塔沃加岛拥有的美丽海滩、清澈海水和柔软沙滩等优越的自然条件，渐渐成为众多野生动物的栖息地，如海鸟、食蚁兽、野兔、树懒、箭毒蛙等。植物有扶桑、茉莉、夹竹桃、凤梨、兰花和一些蕨类植物，种类较多，因此塔沃加岛又被称为花岛（Island of Flowers）。